# Greenfields Open-Air-Festival
Das Greenfields Open-Air-Festival (ugs. Greenfields) ist ein Musikfestival der elektronischen Tanzmusik, welches seit dem Jahr 2002 jährlich auf der Galopprennbahn München-Riem stattfindet und damit Süddeutschlands ältestes elektronisches Festival ist.
Der Veranstaltungsort zeichnet sich dadurch aus, dass es ansonsten Austragungsort für Pferderennen ist. Die Verbindung zwischen dem Musikfestival und der Pferderennbahn als festem Austragungsort wird durch das Key-Visual des Festivals, einem dreidimensionalen polygonen Pferdekopf widergespiegelt.
Das Greenfields Festival bespielt ganztägig zwei große Bühnen. Techno Ikone Sven Väth ist seit der ersten Veranstaltung im Jahr 2001 Headliner des Festivals.
Neben ihm spielen regelmäßig weitere Vertreter der elektronischen Musikszene wie Carl Cox, Richie Hawtin, Monika Kruse und weitere.

## Logo

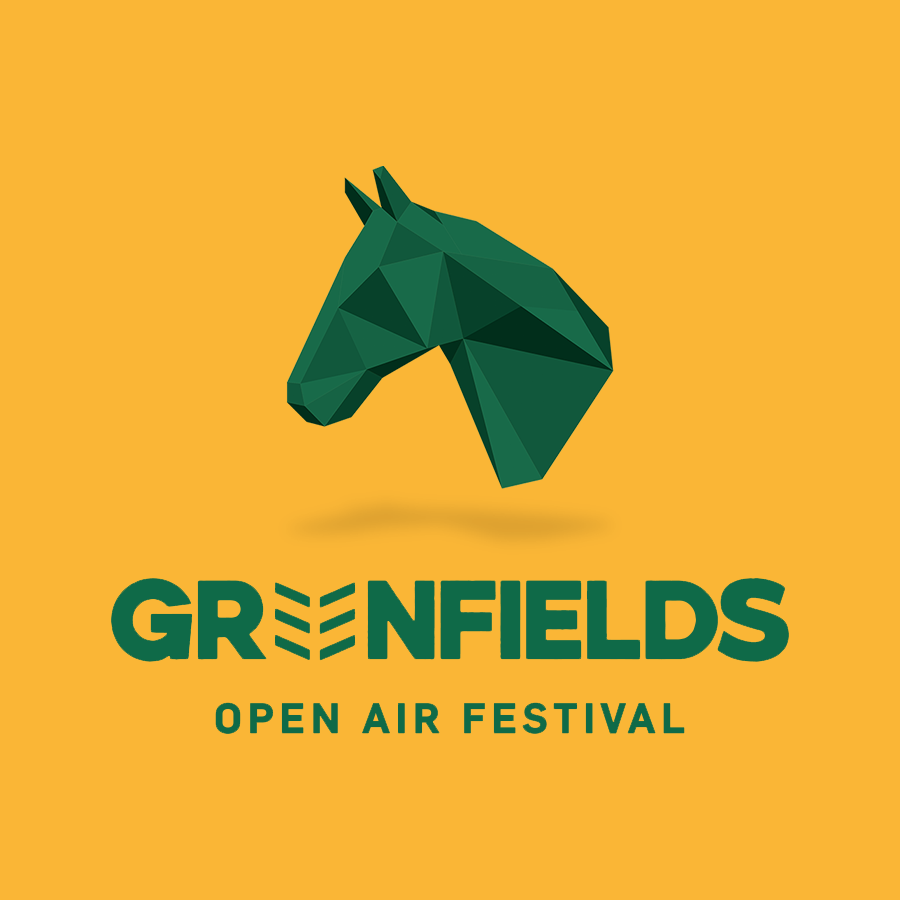
Offizielles Greenfields Open Air Festival Logo mit Pferdekopf von Patrick Keuthen und Ken Hanamura

Das Logo vom Greenfields wurde im Jahr 2017 den Grafik-Designern Patrick Keuthen und Ken Hanamura neu gestaltet. In Anspielung auf den Namen Greenfields (Grüne Wiesen / Felder) symbolisieren die beiden „EE“ des Logos eine Ähre. Die Farben des Logos (Sonnengelb und Tannengrün) visualisieren den Open-Air Charakter des Festivals. Das Key-Visual des Festivals, ein dreidimensional-polygoner Pferdekopf, nimmt Bezug auf den Austragungsort des Festivals, eine Pferderennbahn in München-Riem.

## Geschichte
Das Greenfields Open-Air-Festival wurde im Jahr 2001 von Tom Hilner und René Vaitl ins Leben gerufen, die bereits mit dem Club KW – Das Heizkraftwerk und der dortigen Samstagsveranstaltung World League erfolgreich waren. Ihr Ziel war die Etablierung eines Sonntags-Open-Airs nach dem Vorbild des Love Family Park in Hanau. Sven Väth, zu dem beide seit vielen Jahren ein freundschaftliches Verhältnis pflegen, war in die Planungen von Anfang an involviert und ist seitdem Headliner des Festivals.
Zunächst bestand das Festival aus einer kleinen Bühne und einigen Bars. In den Folgejahren ist das Festival dann größer und technisch aufwändiger geworden. Bereits 2007 konnte das Festival 6000 Besucher aus Deutschland, Österreich, der Schweiz, Italien und Slowenien verzeichnen. An den Tagen vor und beim Event arbeiten inzwischen bis zu 250 Personen an der Produktion.
Nachdem das Festival infolge der COVID-19-Pandemie nicht stattfinden konnte, wurde das Festival im Jahr 2022 umstrukturiert und wird seit dem Jahr 2022 von der Firma Dance Planet GmbH, unter Leitung von René Vaitl und Roman Lehmann veranstaltet.
Im Jahr 2023 feiert das Greenfields Open-Air-Festival sein 20-jähriges Bestehen.

## Programme
| Jahr | Künstler |
| ---- | --- |
| 2002 | Sven Väth, Ricardo Villalobos |
| 2003 | Sven Väth, Ricardo Villalobos |
| 2004 | Sven Väth, Tobi Neumann |
| 2005 | Sven Väth, André Galluzzi, René Vaitl |
| 2006 | Sven Väth, Chris Tietjen, Johannes Heil (live) |
| 2007 | Sven Väth, René Vaitl, Luciano, Guy Gerber |
| 2008 | Sven Väth, René Vaitl, Extrawelt (live), Marco Carola, Loco Dice, Martin Buttrich (live), Michael Reinboth                                             |
| 2009 | Sven Väth, René Vaitl, Marco Carola, Joris Voorn, Loco Dice, Tini, Reboot                                                                              |
| 2010 | Sven Väth, René Vaitl, Marco Carola, Loco Dice, Guti, Egbert (live), Livio & Roby                                                                      |
| 2011 | Sven Väth, René Vaitl, Marco Carola, Dubfire, Loco Dice, Reboot, Tini, Nic Fanciulli                                                                   |
| 2012 | Sven Väth, René Vaitl, Maceo Plex, Loco Dice, David Squillace, Mathias Kaden, Maceo Plex                                                               |
| 2013 | Sven Väth, René Vaitl, Pan-Pot, Hot Since 82, Mathias Kaden, DJ Hell, Seth Troxler, Loco Dice                                                          |
| 2014 | Sven Väth, René Vaitl, Solomun, Gregor Tresher, DJ Hell, M.A.N.D.Y., Cassy Britton                                                                     |
| 2015 | Sven Väth, René Vaitl, Carl Cox, DJ Koze, Hot Since 82                                                                                                 |
| 2016 | Sven Väth, René Vaitl, Richie Hawtin, Pan-Pot, Adana Twins, DJ Hell, Loco Dice, Nina Kraviz                                                            |
| 2017 | Sven Väth, René Vaitl, Chris Liebing, Kollektiv Turmstrasse, Joseph Capriati, Loco Dice, Matthias Tanzmann, Adriatique                                 |
| 2018 | Sven Väth, René Vaitl, Amelie Lens, Chris Liebing, Joseph Capriati, Kölsch, Loco Dice, Maceo Plex, Matthias Tanzmann, Maya Jane Coles, Muallem, Rodhad |
| 2019 | Sven Väth, René Vaitl, Monika Kruse, Pan-Pot, Loco Dice, Gregor Tresher, &ME, Matthias Tanzmann, Super Flu                                             |
| 2020 | Aufgrund der Corona-Pandemie nicht stattgefunden |
| 2021 | Aufgrund der Corona-Pandemie nicht stattgefunden |
| 2022 | Sven Väth, René Vaitl, Maceo Plex, Adriatique, Helena Hauff, Kollektiv Turmstrasse, Andhim, Karotte, Muallem                                           |
| 2023 | Sven Väth, René Vaitl, Joseph Capriati, Ben Klock, Mind Against, Innellea, Korolova, Andhim, DJ Hell, Karotte                                          |
| 2024 | Sven Väth, René Vaitl, Paul Kalkbrenner live, Pan-Pot, Anfisa Letyago, Miss Monique, Marten Lou, Patrick Topping, Kevin de Vries                       |
| 2025 | Sven Väth, René Vaitl, Paul Kalkbrenner live, Charlotte de Witte, Pan-Pot, Marten Lou, Shimza, Rivo, Reznik, Meera                                     |

## Location
Das Greenfields findet von Beginn an auf den grünen Wiesen der Galopprennbahn der bayerischen Landeshauptstadt München statt. Das Gelände der Galopprennbahn München erstreckt sich über fast 100 Hektar. Es unterteilt sich in Rennbahn und Trainingsbereich.
Außerdem wird unter drei Zuschauertribünen unterschieden: Reihentribüne, A-Tribüne und Club-Tribüne.
Auf dem Gelände der Galopprennbahn baut der Veranstalter jedes Jahr zwei Bühnen auf. Diese befinden sich auf der Rennbahn, direkt vor den Tribünen und in einem idyllischen Waldstück neben der Rennbahn, wo die kleinere Bühne aufgebaut wird.
Jedes Jahr findet während der Darbietung des letzten Künstlers neben der Hauptbühne über mehrere Minuten ein großes Feuerwerk statt.